# Leucobryum homalophyllum
Leucobryum homalophyllum är en bladmossart som beskrevs av Brotherus 1890. Leucobryum homalophyllum ingår i släktet Leucobryum och familjen Dicranaceae. Inga underarter finns listade i Catalogue of Life.